# تام مک‌کارتی (نویسنده)
تام مک‌کارتی (به انگلیسی: Tom McCarthy) رمان‌نویس انگلیسی است. وی در سال ۲۰۱۰ نامزد جایزهٔ ادبی من بوکر بود.

## زندگی و حرفه
تام مک‌کارتی در سال ۱۹۶۹ در لندن متولد شد. مهترین رمان وی C است که داستان آن با محوریت شخصیتی به‌نام کاری فکس به آشوب‌های اوایل قرن بیستم در اروپا می‌پردازد، این یکی از شش رمانی بود که برای بردن جایزهٔ معتبر بوکر باهم رقابت می‌کردند.
علیرغم پیش‌بینی منتقدان که C را برنده جایزه پیش‌بینی می‌کردند این جایزه به سؤال فینکلر رمان هاوارد جاکوبسن رسید.
این رمان داستان مردی معمولی در قرن بیستم است که شیفته و شیدای فناوری است. این اثر موجب شده‌است مک‌کارتی را با جیمز جویس مقایسه کنند.